# آلوارو سولر
آلوارو سولر (اسپانیایی: Álvaro Soler‎؛ زادهٔ ۹ ژانویهٔ ۱۹۹۱) موسیقی‌دان سبک پاپ اهل اسپانیا است. او در سال ۲۰۱۵ میلادی با ترانهٔ «همان خورشید» در سرتاسر اروپا به شهرت رسید که نسخهٔ دوزبانهٔ اسپانیایی-انگلیسی آن نیز با همکاری جنیفر لوپز ضبط، و در ایالات متحده آمریکا و پادشاهی متحد بریتانیا پخش شد. سولر در سال ۲۰۱۶ میلادی ترانهٔ «سوفیا» را ضبط کرد که این ترانه در کشورهای اروپایی موفق بود و توانست در ایتالیا و سوئیس به جایگاه نخست دست یابد.

## زندگی‌نامه
آلوارو سولر در بارسلونا به دنیا آمد. پدر او آلمانی و مادرش بلژیکی-اسپانیایی است. او از همان کودکی با چند زبان آشنا شد. زمانی که سولر ۱۰ سال داشت همراه پدر و مادرش به ژاپن رفت و تا ۱۷ سالگی در آنجا ماند. او در ژاپن به فراگیری پیانو پرداخت. سولر در سال ۲۰۱۰ میلادی به بارسلونا بازگشت و گروه اربن لایتس را تشکیل داد. او در سال ۲۰۱۴ گروه را ترک کرد و به برلین رفت تا به‌عنوان یک هنرمند مستقل به فعالیت پردازد. در آنجا بود که ترانهٔ «همان خورشید» را منتشر کرد و با آن به شهرت رسید.